# Зеленовський
Зеле́новський (рос. Зелёновський) — селище у складі Кропивинського округу Кемеровської області, Росія.

## Населення
Населення — 797 осіб (2010; 818 у 2002).
Національний склад (станом на 2002 рік):
- росіяни — 96 %